# I Want It All (Duncan Laurence)
I Want It All is een single van de Nederlandse zanger Duncan Laurence uit 2022. Het is de tweede single van het album Skyboy die al uitkwam voordat het album uitgebracht werd, na Electric Life.
Volgens Laurence gaat het nummer over echte liefde; liefde in voor- en tegenspoed. Het nummer bereikte geen posities in de hitlijsten.